# مجلس خبرگان رهبری
مجلس خبرگان رهبری همچنین به عنوان مجلس خبرگان یا شورای خبرگان نیز نامیده می‌شود، مجلسی مشورتی است که متشکل از فقیه‌های «واجد شرایط» است که بر اساس اصل ۱۰۷ قانون اساسی جمهوری اسلامی ایران مسئولیت تعیین، عزل و نظارت بر رهبر جمهوری اسلامی ایران را بر عهده دارد. اعضای این مجلس به وسیلهٔ انتخابات از بین نامزدهایی که به صورت غیرمستقیم توسط رهبر تأیید شده‌اند، انتخاب می‌گردند و مدت هر دورهٔ آن هشت سال است.
ابتدا کلیه نامزدهای مجلس خبرگان، باید توسط شورای نگهبان تأیید شوند که اعضای آن به نوبه خود، مستقیم یا غیرمستقیم، توسط رهبر، تعیین می‌شوند. مجلس خبرگان متشکل از ۸۸ مجتهد است که از فهرست نامزدهای کاملاً تأیید شده توسط شورای نگهبان و با رأی مستقیم مردم برای دوره‌های هشت ساله انتخاب می‌شوند. مجلس خبرگان رهبری در اجرای مادهٔ ۱ و ۲ آیین‌نامهٔ داخلی این نهاد، تعداد خبرگان را در دوره پنجم ۸۸ نفر اعلام کرده است.
برخی از منتقدان، تصمیمات اعضای مجلس خبرگان در دورهٔ نخست را عملاً محدود کردن قدرت این مجلس در مقابل رهبری می‌دانند. در دورهٔ اول مجلس خبرگان رهبری، نزدیکی اعضای آن دوره به هاشمی رفسنجانی و سید علی خامنه‌ای باعث انتخاب سید علی خامنه‌ای به رهبری شد. این در حالی بود که خامنه‌ای شرط «مرجعیت» که در قانون اساسی مصوب ۱۳۵۸ لازمهٔ رهبری بود را نداشت.
مواردی وجود داشته است که سیدعلی خامنه‌ای، رهبر فعلی، علناً از اعضای مجلس خبرگان انتقاد کرده و منجر به دستگیری و برکناری آنها شده است. به عنوان مثال، خامنه ای علناً عضو وقت مجلس خبرگان، احمد آذری قمی را یک خائن خواند و در نتیجه وی را دستگیر و در نهایت از مجلس خبرگان برکنار کرد. همچنین مواردی وجود داشته است که شورای نگهبان ممنوعیت خود را در مورد افراد خاص پس از دستور توسط خامنه ای تغییر داد.
تعیین حسینعلی منتظری به عنوان قائم مقام رهبری در سال ۱۳۶۴ و انتخاب سید علی خامنه‌ای به عنوان رهبر جمهوری اسلامی ایران در سال ۱۳۶۸ مهم‌ترین تصمیمات این مجلس در دوران فعالیت خود بوده است. اما این تصمیم تنها تصمیم سرنوشت‌ساز اولین دوره مجلس خبرگان رهبری نبود. پس از درگذشت خمینی و تنها سه ماه مانده به پایان دوره اول مجلس خبرگان رهبری، اعضای این مجلس تعیین صلاحیت‌های نامزدهای انتخابات مجلس خبرگان را بر عهدهٔ شورای نگهبان گذاشتند. شورایی ۱۲ نفره که رهبر ایران براساس قانون اساسی، ۶ عضو را مستقیماً انتخاب می‌کند و ۶ عضو دیگر را رئیس قوه قضاییه (که خود توسط رهبر انتخاب می‌شود) انتخاب می‌کند.
بر اساس اصل ۱۰۸ قانون اساسی جمهوری اسلامی ایران، مسئولیت تصویب قانون مربوط به تعداد و شرایط خبرگان، کیفیت انتخاب آن‌ها و آیین‌نامه داخلی جلسات آنان فقط برای «نخستین دوره» بر عهدهٔ شورای نگهبان بوده و پس از آن «هر گونه تغییر و تجدیدنظر در این قانون و تصویب سایر مقررات مربوط به وظایف خبرگان در صلاحیتِ خود آنان است.»
بنابراین مطابق تعریف اصل ۱۰۸ قانون اساسی، مجلس خبرگان رهبری باید یک مجلس انتخابی تمام عیار باشد و نه انتصابی. به گفتهٔ اکبر هاشمی رفسنجانی به علت حساسیتی که در انتخاب رهبر وجود دارد، «قانون خبرگان با خودش است.»
در ۱۹ آذر ۱۳۶۱ انتخابات اولین دوره انتخابات مجلس خبرگان رهبری برگزار شد و ۸۳ نفر به مجلسی راه یافتند که سرنوشت سازترین تصمیمات خبرگان تاکنون را گرفته‌اند. انتخاب سید علی خامنه‌ای به عنوان رهبر جدید بعد از درگذشت بنیان‌گذار جمهوری اسلامی ایران در خرداد ۱۳۶۸ تنها تصمیم سرنوشت‌ساز اولین دوره مجلس خبرگان رهبری نبود. اعضای مجلس بر اساس آیین‌نامه ای که به امضای خمینی رسانده بودند، تصویب کردند که فقط کسانی می‌توانستند نامزد مجلس خبرگان رهبری شوند که «صلاحیت آن‌ها را دو نفر از مدرسین شناخته شده حوزه علمیه قم یا علمای بزرگ کشور تأیید کرده باشند.» سپس در اقدامی عجیب پس از درگذشت خمینی و تنها سه ماه مانده به پایان دوره اول مجلس خبرگان رهبری، اعضای این مجلس تعیین صلاحیت‌ها برای ورود به مجلس خبرگان را بر عهده شورای نگهبان گذاشتند. تصمیمی که جناح چپ و راست آن زمان یعنی مجمع روحانیون مبارز و جامعه روحانیت مبارز را رودرروی هم قرار داد. اسدالله بیات زنجانی، از مراجع تقلید شیعه در مصاحبه‌ای با روزنامهٔ اعتماد ملی گفته است که در این تصمیم «بحث علمی نبود و هدف از این تغییرِ روش، عدم راه‌یابی رقبای سیاسی‌شان به مجلس خبرگان بود.» تصمیم به تعیین صلاحیت نامزدهای مجلس خبرگان توسط شورای نگهبان از این منظر نقد می‌شود که شورای نگهبان در عمل نهادی زیر نظر رهبر است و سید علی خامنه‌ای شش عضو از ۱۲ عضو این شورا را مستقیماً انتخاب می‌کند و ۶ عضو دیگر را رئیس قوه قضائیه (که خود منتخب و منصوب رهبر است) انتخاب می‌کند.
بر اساس قانون فعلی مجلس خبرگان رهبری موظف است در هر شش ماه حداقل ۲ جلسه برگزار کند.

## جایگاه قانونی

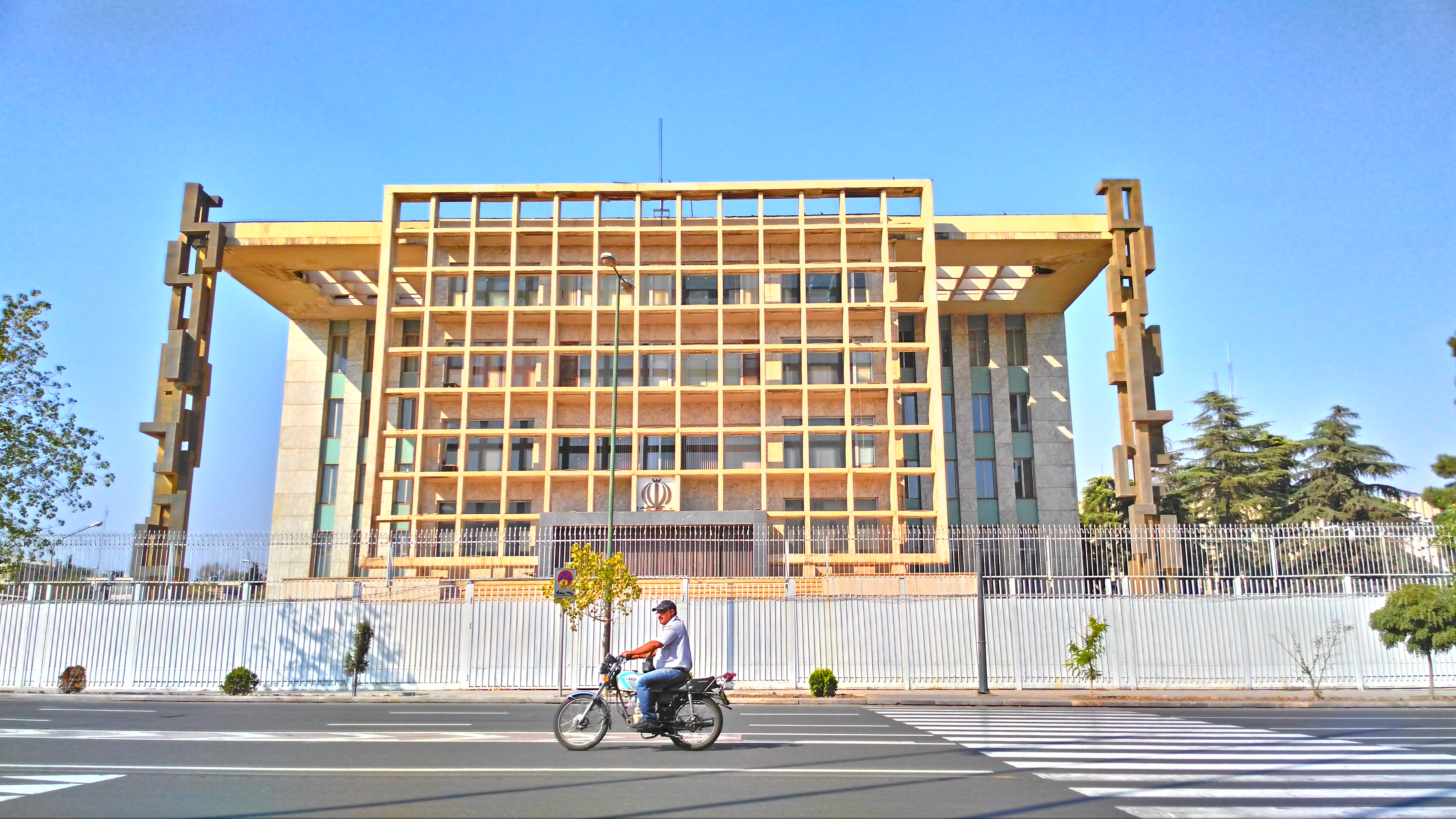
کاخ سنا، محل برگزاری جلسات مجلس خبرگان رهبری در تهران

در اصل‌های ۹۹، ۱۰۷، ۱۰۸، ۱۱۱ و ۱۷۷ قانون اساسی جمهوری اسلامی ایران، نام خبرگان رهبری ذکر شده است. اصل ۱۰۷ قانون اساسی  انتخاب رهبری را وظیفه خبرگان می‌داند و بر اساس اصل ۱۰۸ تعداد و شرایط خبرگان، کیفیت انتخاب آن‌ها و آیین‌نامه داخلی جلسات آنان در صلاحیت خود خبرگان قرار گرفته است [یادداشت ۱]. به این ترتیب اولین قانون انتخابات خبرگان شامل تعیین تعداد و شرایط انتخاب شوندگان و در اجرای اصل ۱۰۷ و ۱۰۸ قانون اساسی، در تاریخ دهم مهرماه ۱۳۵۹ توسط شورای نگهبان تدوین و تنظیم گردید و به تصویب روح‌الله خمینی رهبر وقت ایران رسید. برخی از مواد این قانون با اصلاحاتی همراه بوده است، تغییراتی که در جلسات ۲۴ و ۲۵ تیرماه سال ۱۳۶۹ در مواد این قانون صورت گرفت از این جمله‌اند، آخرین اصلاحیه مربوط به تاریخ ۱۱/ ۶/ ۱۳۹۴ است.
نجات‌الله ابراهیمیان، سخنگو و عضو حقوقدان شورای نگهبان در دورهٔ ششم دربارهٔ مجلس خبرگان می‌گوید: «قانونگذاران اساسی، برای مجلس خبرگان رهبری استقلالی را پیش‌بینی کرده که این استقلال شاید برای هیچ نهاد سیاسی دیگری پیش‌بینی نشده است. از این رو مجلس خبرگان مطابق اصل ۱۰۸ قانون اساسی صلاحیت خود تنظیمی دارد. که این امر به این منظور می‌باشد که هیچ نهادی نتواند این پارلمان کوچک اما راهبردی را تحت نفوذ و تغییرات ناشایست قرار دهد.»

## ریاست و هیئت رئیسه

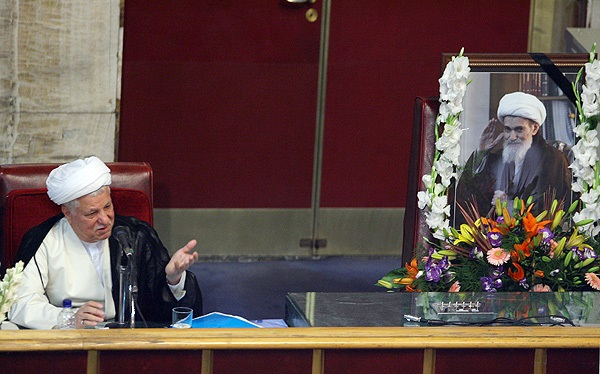
صندلی خالی علی مشکینی در اولین جلسه پس از مرگش، وی از زمان تشکیل مجلس تا زمان مرگش حدود ۲۳ سال ریاست مجلس را بر عهده داشت.

هیئت رئیسه کنونی (دوره ششم) شامل رئیس، دو نایب‌رئیس، دو منشی و دو کارپرداز است:

### دبیرخانه

دبیرخانهٔ مجلس خبرگان رهبری در بلوار بسیج، شهر قم

دبیرخانه مجلس خبرگان رهبری، نهادی است قانونی که زیر نظر هیئت رئیسه مجلس خبرگان، اداره می‌شود و برای انجام مأموریت‌ها و مسئولیت‌ها و تنظیم امور مربوط به مجلس خبرگان، تشکیل می‌گردد.

## وظایف مجلس خبرگان رهبری
- اصل ۱۰۷ قانون اساسی:

«پس از درگذشت رهبر، تعیین جایگزین به عهده خبرگان منتخب مردم است. خبرگان رهبری دربارهٔ همه فقهای واجد شرایط مذکور در اصول پنجم و یکصد و نهم بررسی و مشورت می‌کنند هر گاه یکی از آنان را اعلم به احکام و موضوعات فقهی یا مسائل سیاسی و اجتماعی یا دارای مقبولیت عامه یا واجد برجستگی خاص در یکی از صفات مذکور در اصل یکصد و نهم تشخیص دهند او را به رهبری انتخاب می‌کنند و در غیر این صورت یکی از اعضای مجلس خبرگان را به عنوان رهبر انتخاب و معرفی می‌نمایند. رهبر منتخب خبرگان، ولایت امر و همه مسوولیت‌های ناشی از آن را بر عهده خواهد داشت. رهبر در برابر قوانین با سایر افراد کشور مساوی است.»
این اصل قبل از بازنگری سال ۱۳۶۸ انتخاب رهبر را از میان مراجع تقلید و به صورت فردی یا شورایی (سه یا هفت نفره) قید کرده بود.
- اصل ۱۰۸ قانون اساسی:

«قانون مربوط به تعداد و شرایط خبرگان، کیفیت انتخاب آن‌ها و آیین‌نامه داخلی جلسات آنان برای نخستین دوره باید به وسیله فقهای اولین شورای نگهبان تهیه و با اکثریت آراء آنان تصویب شود و به تصویب نهایی رهبر انقلاب برسد. از آن پس هر گونه تغییر و تجدید نظر در این قانون و تصویب سایر مقررات مربوط به وظایف خبرگان در صلاحیت خود آنان است».
- اصل ۱۱۱ قانون اساسی:

«هرگاه رهبر از انجام وظایف قانونی خود ناتوان شود، یا فاقد یکی از شرایط مذکور در اصول پنجم و یکصد و نهم گردد، یا معلوم شود از آغاز فاقد بعضی از شرایط بوده است، از مقام خود برکنار خواهد شد. تشخیص این امر به عهده خبرگان مذکور در اصل یکصد و هشتم می‌باشد. در صورت فوت یا کناره‌گیری یا عزل رهبر، خبرگان موظفند، در اسرع وقت نسبت به تعیین و معرفی رهبر جدید اقدام نمایند.»

## کمیسیون‌ها
به منظور بررسی‌های کارشناسی و تهیه گزارش جهت طرح در جلسات رسمی، شش کمیسیون زیر در مجلس خبرگان تشکیل شده است:

### کمیسیون اصل ۱۰۸ قانون اساسی
به منظور بررسی و تدوین قوانین مربوط به خبرگان، از جمله انتخابات و آیین‌نامه داخلی مجلس خبرگان، تشکیل می‌گردد. اعضای اصلی آن، یازده نفر و اعضای علی‌البدل، چهار نفرند.

### کمیسیون امور مالی و اداری
به بررسی امور مالی و اداری مجلس خبرگان می‌پردازد، دارای نه عضو اصلی و سه عضو علی‌البدل است.

### کمیسیون اصل ۱۰۷ و ۱۰۹ قانون اساسی
به منظور آمادگی خبرگان برای اجرای اصل یک‌صدوهفتم و شناخت حدود و شرایط مذکور در اصل پنجم و یک‌صدونهم قانون اساسی، کمیسیونی مرکب از یازده نفر عضو اصلی و چهار نفر عضو علی‌البدل، تشکیل می‌شود تا دربارهٔ همه موارد مربوط به شرایط و صفات رهبر و دربارهٔ همه کسانی که در مظان رهبری قرار دارند، تحقیق و بررسی به عمل آورد و نتایج آن را به هیئت رئیسه ارائه کند. گزارش این کمیسیون، سری تلقی می‌شود و به صورت اسناد طبقه‌بندی شده، حفاظت می‌گردد و بدون تصویب مجلس خبرگان، در اختیار دیگری قرار نمی‌گیرد، مگر رهبری، که عنداللزوم به اطلاع وی می‌رسد.

### کمیسیون سیاسی - اجتماعی
به منظور آگاهی مستمر اعضای مجلس خبرگان از تحولات مهم داخلی و جهانی، به ویژه در زمینه مسائل سیاسی، فرهنگی، مدیریتی، امنیتی و اقتصادی تشکیل می‌شود و موظف است با تشکیل جلسات با حضور نخبگان و مسئولان امور سیاسی، امنیتی، فرهنگی، اقتصادی، اجتماعی، مسائل مهم داخلی و جهانی را که به نحوی، به انجام وظایف خبرگان، به ویژه وظایف مذکور در اصول یک‌صدوهفتم و یک‌صدونهم قانون اساسی، مربوط می‌شود، مورد بررسی قرار دهد و گزارش آن را به هیئت رئیسه تقدیم کند تا در اولین اجلاسیه خبرگان، به اطلاع اعضا رسد.

### کمیسیون تحقیق موضوع اصل ۱۱۱ قانون اساسی
به منظور اجرای اصل یک‌صد و یازدهم قانون اساسی و برای نظارت بر استمرار شرایطی که در اصل پنجم و یک‌صدونهم قانون اساسی برای رهبری ذکر شده است و تصمیم‌گیری در موارد فقدان آن، تشکیل می‌شود.
تحقیقات و مذاکرات این کمیسیون، محرمانه است. مجلس خبرگان، به وسیله این کمیسیون، موضوع نظارت بر رهبری را به اجرا می‌گذارد. این کمیسیون، باید هرگونه اطلاعات لازم را در رابطه با اصل صدویازده، در محدوده قوانین و موازین شرعی، تحصیل کند و نسبت به صحت و سقم گزارش‌های مربوط، بررسی لازم را به عمل آورد. سایر اعضای خبرگان نیز، اطلاعات خود را دربارهٔ اصل صدویازده، در اختیار این کمیسیون قرار می‌دهند. کمیسیون، بعد از بررسی و تحقیق، در صورتی که مطالب مذکور را برای تشکیل اجلاس خبرگان، کافی نداند، موضوع را با عضو یا اعضای خبرگان که اطلاعات را در اختیار گذارده‌اند، در میان می‌گذارد و توضیحات خود را ارائه می‌کند و در صورتی که آنان قانع نشدند، اگر اکثریت نمایندگان، تقاضای تشکیل جلسه فوق‌العاده را کنند، اجلاسیه مجلس خبرگان، برگزار می‌شود.
در مصاحبه رئیس مجلس خبرگان با جراید عنوان شد: نظارت خبرگان بر رهبری نظارت «حراستی» است؛ یعنی اینکه نگذاریم رهبری مورد هجمه قرار گیرد. باید سینه خود را در مقابل دشمنان سپر کنیم تا رهبری ضربه نخورد. درحالی‌که هاشمی رفسنجانی این نظارت را صلاحیتی می‌داند و می‌گوید خبرگان رهبری وظیفه دارد همواره مراقب باشد که رهبری صلاحیت لازم را طبق شرایطی که قانون اساسی تعریف کرده دارا باشد.

### کمیسیون بررسی راه‌های پاسداری و حراست از ولایت فقیه
به منظور بررسی راه‌های مناسب پاسداری و حراست از ولایت فقیه، تشکیل می‌گردد. اهم وظایف آن، ارائه پیشنهاد به هیئت رئیسه در این امور است:
1. تحقیق و پژوهش در موضوع حکومت اسلامی، بالاخص ولایت فقیه، تألیف و نشر آن به صورت‌های مناسب و پاسخ به شبهات؛
2. معرفی ولایت فقیه در مجامع علمی داخل و خارج کشور و در سطح عموم مردم؛
3. بررسی شیوه‌های مناسب تدریس و ترویج اندیشه حکومت اسلامی و ولایت‌فقیه، در سطوح مختلف تحصیلی دانش آموزان و دانشجویان و نیز در سطح رسانه‌های عمومی، خصوصاً صدا و سیما و ارائه راهکارهای مناسب به هیئت رئیسه مجلس خبرگان.[۱۷]

### کمیسیون تعیین مصادیق رهبری
کمیسیون محرمانهٔ سه‌نفره با عنوان کمیسیون تعیین مصادیق رهبری (کمیسیون تحقیق یا ویژه) وجود دارد که لیستی از گزینه‌های رهبری را انتخاب و رصد می‌کند و تنها رهبر فعلی می‌تواند از حاصل کار آنها جویا شود. افراد این کمیسیون هم محرمانه هستند. البته مطابق نظرات دکترین حقوق رهبری در جمهوری اسلامی به هیچ خانواده، قوم و گروهی اختصاص ندارد، بدین معنا که نه بر اساس توارث است و نه به‌طور مادام العمر. مدت رهبری بستگی به توانایی‌های لازم برای این مقام و حفظ شرایط دارد.

## انتخابات خبرگان
برابر با ماده ۸ از فصل پنجم قانون انتخابات مجلس خبرگان رهبری، (اصلاحی تیر ۱۳۶۹)، خبرگان با اکثریت نسبی آرای شرکت‌کنندگان (رأی بیشتر) انتخاب می‌شوند و در اینصورت انتخابات خبرگان رهبری یک مرحله‌ای است.

### شرایط نامزدان
طبق ماده ۳ مصوب شورای نگهبان، نامزدان خبرگان مردم باید دارای شرایط زیر باشند:
1. اشتهار به دیانت و وثوق و شایستگی اخلاقی
2. اجتهاد در حدی که قدرت استنباط بعض مسائل فقهی را داشته باشد و بتواند ولیّ فقیه واجد شرایط رهبری، را تشخیص دهد.
3. بینش سیاسی و اجتماعی و آشنایی با مسائل روز.
4. معتقد بودن به نظام جمهوری اسلامی ایران.
5. نداشتن سوابق سوء سیاسی و اجتماعی

تبصره ۱ – مرجع تشخیص دارا بودن شرایط فوق، فقهای شورای نگهبان قانون اساسی می‌باشند.
تبصره ۲ – کسانی که رهبر معظم انقلاب – صریحاً یا ضمناً – اجتهاد آنان را تأیید کرده باشد، از نظر علمی نیاز به تشخیص فقهای شورای نگهبان نخواهند داشت.
تبصره ۳ – ضرورت ندارد که نامزدان، ساکن یا متولد حوزه انتخابیه خود باشند.
شورای نگهبان برای احراز اجتهاد نامزدان، تأیید اجتهاد آن‌ها در دوره‌های قبل یا شرکت در آزمون علمی اجتهاد و کسب حد نصاب نمره علمی را منظور می‌دارد. همچنین تأیید اجتهاد توسط شخص رهبر ملاک تأیید اجتهاد علمی است.

### شرایط انتخاب کنندگان
انتخاب کنندگان باید دارای شرایط زیر باشند:
1. تابعیت جمهوری اسلامی ایران.
2. داشتن هجده سال تمام در روز اخذ رأی.

همچنین طبق یک ماده قانونی اشخاص زیر از حق انتخاب کردن، محرومند:
1. صغار و مجانین.
2. محرومین از حقوق اجتماعی.[۲۴]

## تاریخچه مجلس خبرگان

### نخستین مجلس خبرگان رهبری

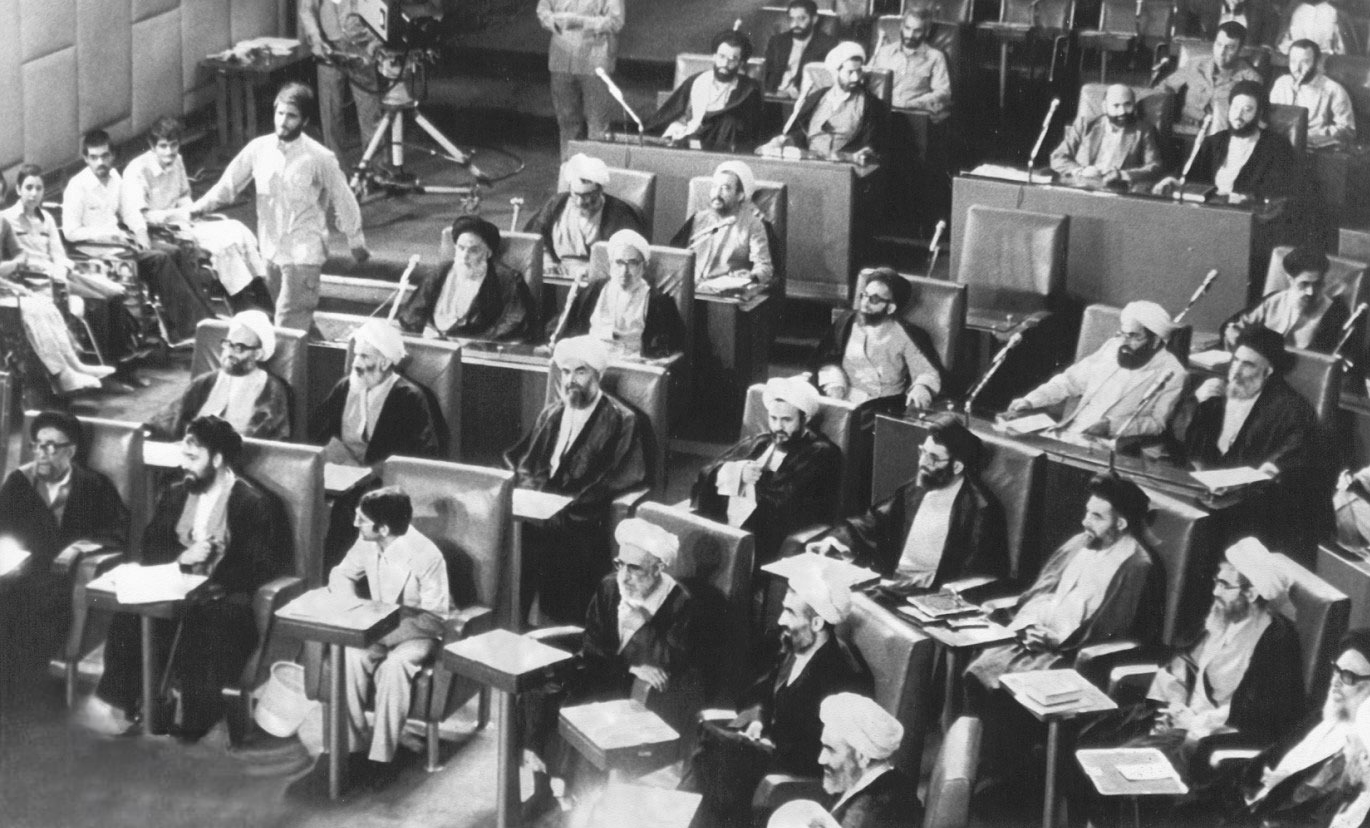
اولین جلسه نخستین دوره مجلس، مرداد ۱۳۶۲

نخستین مجلس خبرگان رهبری در شرایطی تشکیل شد که کشور در حال جنگ با عراق بود. انتخابات این مجلس در تاریخ ۱۹ آذر ۱۳۶۱ برگزار شد که نزدیک ۱۸ میلیون نفر در آن شرکت کردند. در این دوره ۷۵ نفر از نمایندگان مجلس خبرگان تعیین شدند و انتخابات بقیه نمایندگان به دور دوم کشید.
این مجلس در ۲۴ مرداد ۱۳۶۲ با پیام روح‌الله خمینی آغاز به کار کرد.

### درصد مشارکت مردم
| دوره       | تاریخ برگزاری انتخابات | تعداد ثبت نام کنندگان | ردصلاحیت‌ها | انصراف دهندگان | تعداد حوزه انتخابیه | تعداد نمایندگان | درصد مشارکت |
| ---------- | ---------------------- | --------------------- | ---------- | -------------- | ------------------- | --------------- | ----------- |
| دوره اول   | ۱۳۶۱/۰۹/۱۹             | ۱۶۸                   | ۱۲         | ۱۰             | ۲۴                  | ۸۲              | ۷۷/۳۸ ٪     |
| دوره دوم   | ۱۳۶۹/۰۷/۱۶             | ۱۸۰                   | ۶۲         | ۱۲             | ۲۴                  | ۸۳              | ۴۱ ٪        |
| دوره سوم   | ۱۳۷۷/۰۸/۰۱             | ۳۹۶                   | ۲۱۴        | ۱۳             | ۲۸                  | ۸۶              | ۴۶/۳ ٪      |
| دوره چهارم | ۱۳۸۵/۰۹/۲۴             | ۴۹۳                   | -          | -              | ۳۰                  | ۸۶              | ۶۰ ٪        |
| دوره پنجم  | ۱۳۹۴/۱۲/۰۷             | ۸۰۱                   | ۶۳۵        | -              | ۳۱                  | ۸۸              | ۶۲ ٪        |
| دوره ششم   | ۱۴۰۲/۱۲/۱۱             | ۵۱۰                   | ۳۶۶        | -              | ۳۱                  | ۸۸              | ۴۱ ٪        |

## اقدامات و عملکرد مجلس خبرگان
| ادوار مجلس/دوره زمانی/تعداد اجلاس‌ها | هیئت رئیسه | مهم‌ترین اتفاقات |
| ----------------------------------- | --- | --- |
| دوره اول سال ۱۳۶۹–۱۳۶۱ ۱۱ جلسه      | علی مشکینی (رئیس) هاشمی رفسنجانی (نایب رئیس) محمد مؤمن و سید حسن طاهری خرم‌آبادی (منشی) | انتخاب حسینعلی منتظری به عنوان قائم مقام رهبری. انتخاب موقت سید علی خامنه‌ای به عنوان رهبر بعد از درگذشت تا پیدا کردن جانشین لایق رهبری ایرانسید روح‌الله خمینی در ۱۴ خرداد ۱۳۶۸ش. تصویب مقدماتی آیین‌نامه مجلس خبرگان. |

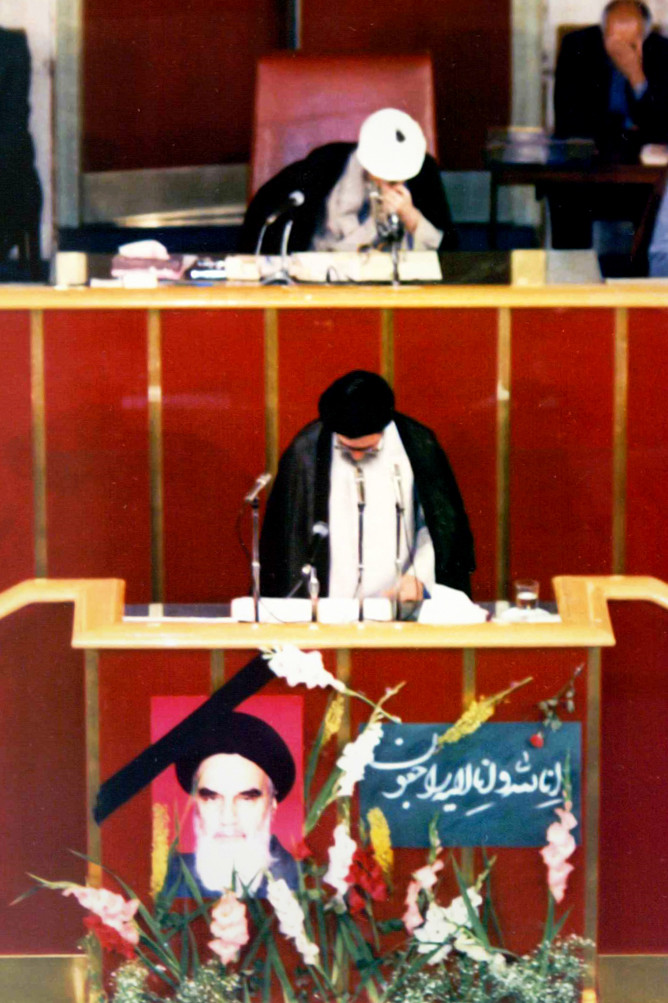
رئیس‌جمهور وقت علی خامنه‌ای در حال خواندن وصیت‌نامه روح‌الله خمینی در مجلس خبرگان رهبری در جلسه برگزیدن رهبر جمهوری اسلامی، ۱۴ خرداد ۱۳۶۸

| دوره دوم سال ۱۳۷۷–۱۳۶۹              | علی مشکینی (رئیس) هاشمی رفسنجانی و ابراهیم امینی (نواب رئیس) سید حسن طاهری خرم‌آبادی و محمد مؤمن (منشی) | رد صلاحیت چند نامزد مشهور از جمله برخی نمایندگان دورهٔ قبلی مجلس خبرگان رهبری مذاکرات تمامی اجلاس‌ها در این دوره از خبرگان محرمانه بود و خبری منتشر نشد. |
| دوره سوم سال ۱۳۸۵–۱۳۷۷ ۱۶ جلسه      | علی مشکینی (رئیس) هاشمی رفسنجانی و امینی (نواب رئیس) طاهری خرم‌آبادی و دری نجف آبادی (منشی) | |
| دوره چهارم سال ۱۳۹۴–۱۳۸۵ ۱۶ جلسه    | سال اول: علی مشکینی (رئیس)، هاشمی رفسنجانی و یزدی (نواب رئیس)، دری نجف آبادی و خاتمی (منشی) سال ۸۶ تا ۸۹: هاشمی رفسنجانی (رئیس)، مؤمن و یزدی (نواب رئیس)، خاتمی و دری نجف آبادی (منشی) ۸۹ تا۹۳: مهدوی کنی (رئیس)، محمد یزدی و سید محمود هاشمی شاهرودی (نواب رئیس)، سید احمد خاتمی و قربان‌علی دری نجف‌آبادی (منشی) اسفند ۹۳ تا پایان: محمد یزدی (رئیس)، هاشمی شاهرودی و موحدی کرمانی (نواب رئیس)، سید احمد خاتمی و قربان‌علی دری نجف‌آبادی (منشی) | برای اولین بار در این دوره از انتخابات یک چهره غیرروحانی (محسن اسماعیلی) برای حضور در انتخابات تأیید صلاحیت شد. دوره چهارم خبرگان رهبری استثنائاً ده ساله شد. درگذشت علی مشکینی رئیس همه دوره‌های مجلس خبرگان درگذشت محمد رضا مهدوی کنی سومین رئیس این دوره از خبرگان ریاست چهار نفر بر این دوره از مجلس خبرگان تصویب افزایش اعضای این مجلس از ۸۶ نفر به ۸۸ نفر. |
| دوره پنجم ۱۳۹۵ تا ۱۴۰۳ش             | احمد جنتی (رئیس)، محمدعلی موحدی کرمانی، سید ابراهیم رئیسی، سید محمود هاشمی شاهرودی و سید هاشم حسینی بوشهری (نواب رئیس) سید احمد خاتمی، دری نجف‌آبادی و عباس کعبی (منشی) سید ابراهیم رئیسی و محسن قمی (کارپرداز اداری) سید هاشم حسینی بوشهری و محسن اراکی (کارپرداز فرهنگی) | برای نخستین بار یک چهره بدون لباس روحانیت (محسن اسماعیلی) به عنوان نماینده انتخاب شد. |
| دوره ششم ۱۴۰۳ تا ۱۴۱۱ش              | محمدعلی موحدی کرمانی (رئیس)، سید هاشم حسینی بوشهری و علیرضا اعرافی (نواب رئیس) عباس کعبی و محسن اراکی (منشی) محسن قمی (کارپرداز اداری) محمود رجبی (کارپرداز فرهنگی) | |

### انتخاب منتظری به قائم مقامی رهبری
انتخاب منتظری به قائم مقامی رهبری با توجه به نظر بعضی خبرگان در مجلس خبرگان پیگیری و عملی شد اما قرار بود این موضوع به صورت مخفی بماند. اما اولین بار توسط باریک بین امام جمعه قزوین و نماینده خبرگان در نماز جمعه این شهر برای عموم علنی شد.

## انتقاد از عدم حضور متخصصان غیرمجتهد در مجلس خبرگان
برخی از حقوقدانان معتقدند که نام مجلس خبرگان با وظیفه نمایندگان آن منطبق نیست چرا که وظیفه اصلی نمایندگان تعیین رهبری است و طبق اصل ۱۰۹ قانون اساسی رهبری باید دارای ۸ شرط از جمله فقاهت، سیاسی، مدیریت و … باشد تا نمایندگان این مجلس وی را برگزینند، درحالی‌که برای این نمایندگان تنها بر روی یک مورد تخصص یعنی فقاهت تأکید می‌شود؛ لذا باید یا نام مجلس به مجلس خبرگان فقهی تغییر کند یا اینکه آئین‌نامه خبرگان تغییر یافته و نمایندگانی از سایر تخصص‌ها و از جمله سایر ادیان و مذاهب و زنان در آن حضور پیدا کنند.
ظاهراً در پاسخ به این انتقاد ابراز شده است که مسلماً نمایندگان خبرگان باید رهبر را با توجه به شرایط هشتگانه برگزینند اما در عین حال داشتن اجتهاد فقهی برای آن‌ها در کنار دیگر تخصص‌ها شرط اصلی می‌باشد چرا که تشخیص مهم‌ترین شرط رهبری یعنی فقاهت و اشراف بر احکام شرعی توسط مجتهدین صورت می‌گیرد و بنا به اهمیت ویژه لازم است همه اعضای خبرگان نسبت به این شرط مهم اشراف داشته باشند. بعبارتی نماینده خبرگان با هر تخصص مورد نیاز الزاماً باید مجتهد نیز باشد. از سویی در حقیقت تخصص‌های دیگر فقاهتی و در سایه فقه هستند یعنی اگر سیاست یا مدیریت شرط است، از منظرگاه فقهی و دینی شرط است نه مطلق سیاست یا مدیریت، و کارایی این شرایط با توجه به دیدگاه فقهی دینی مد نظر است نه کارایی صرف یا صرف تخصص آکادمیکی. همچنین به‌طور نسبی داشتن همه تخصص‌ها و توانایی‌های لازم از جمله سیاستمداری، مدیریت، آگاهی به اوضاع روز و… در تأیید صلاحیت نامزدان در نظر گرفته می‌شود.

## پراکنش کرسی‌ها
پراکنش ۸۸ کرسی مجلس خبرگان در استان‌های ایران در دوره ششم مجلس خبرگان رهبری:
| استان             | تعداد کرسی | استان          | تعداد کرسی | استان               | تعداد کرسی | استان              | تعداد کرسی | استان        | تعداد کرسی |
| ----------------- | ---------- | -------------- | ---------- | ------------------- | ---------- | ------------------ | ---------- | ------------ | ---------- |
| آذربایجان شرقی    | ۵          | آذربایجان غربی | ۳          | اردبیل              | ۲          | اصفهان             | ۵          | البرز        | ۲          |
| ایلام             | ۱          | بوشهر          | ۱          | تهران               | ۱۶         | چهارمحال و بختیاری | ۱          | خراسان جنوبی | ۱          |
| خراسان رضوی       | ۶          | خراسان شمالی   | ۱          | خوزستان             | ۶          | زنجان              | ۱          | سمنان        | ۱          |
| سیستان و بلوچستان | ۲          | فارس           | ۵          | قزوین               | ۳          | قم                 | ۱          | کردستان      | ۲          |
| کرمان             | ۳          | کرمانشاه       | ۲          | کهگیلویه و بویراحمد | ۱          | گلستان             | ۲          | گیلان        | ۴          |
| لرستان            | ۲          | مازندران       | ۴          | مرکزی               | ۲          | هرمزگان            | ۱          | همدان        | ۲          |
| یزد               | ۱          |                |            |                     |            |                    |            |              |            |

## دیدگاه‌های پیرامون
- روزنامه جمهوری اسلامی در خرداد ۱۴۰۰ اعلام کرد که «در میان اعضاء مجلس خبرگان رهبری افرادی وجود دارند که برای مردم نقشی قائل نیستند و آشکارا مطالبی شبیه تفکر داعشی را به زبان می‌آورند و ترویج می‌کنند».[۳۳]